# Бла
Бла (вьет. B'Lá) — община в уезде Баолам, провинция Ламдонг, Вьетнам.

## История
Община Бла выделена из общины Локкуанг указом 62CP/2000 и начала существование в 2001 году. Её площадь составляла 74,24 км², население — 3302 человека.

## Территория
Площадь общины — 80,77 км². Условия климата и рельефа способствуют выращиванию чая и кофе, которое является основным доходом для 95 % домохозяйств.
Граничит:
- На востоке — с общиной Локфу, уезд Баолам.
- На западе — с общиной Дамбри, город Баолок.
- На юге — с общиной Локкуанг, уезд Баолам.
- На севере — с общиной Локбао, уезд Баолам.

## Население
По данным на 2020 год население общины имело численность 2744 человека и 681 домохозяйство. Около 80 % населения составляют этнические меньшинства.

## Инфраструктура
В общине есть неполная средняя школа и детский сад на 365 детей.